# 韋爾斯 (明尼蘇達州)
韋爾斯（英語：Wells）是一個位於美國明尼蘇達州法里博縣的城市。

## 人口
根據2020年美國人口普查的數據，韋爾斯的面積為5.79平方千米，當中陸地面積為5.41平方千米，而水域面積為0.38平方千米。當地共有人口2410人，而人口密度為每平方千米416人。